# András Tömpe
András Tömpe (* 14. November 1913 in Budapest; † 15. Dezember 1971 im V. Budapester Bezirk „Belváros-Lipótváros“, Budapest)  war ein Diplomat und Offizier in der Volksrepublik Ungarn. Er war als Generalmajor (Vezérőrnagy) zwischen 1945 und 1946 Leiter der Abteilung Politischen Polizei PRO (Politikai Rendészeti Osztály) der Ungarischen Staatspolizei (Magyar Államrendőrség) sowie von 1962 bis 1963 im Innenministerium (Belügyminisztérium) kurzzeitig Chef des Stabes der für Staatssicherheit und politische Geheimpolizei der Ungarischen Volksrepublik zuständigen Hauptgruppe BM III Staatssicherheit (Állambiztonsági). Später bekleidete er von 1967 bis 1968 den Posten als Botschafter in der DDR. Er trat aus Protest gegen die Niederschlagung des Prager Frühlings zurück und verübte am 15. Dezember 1971 in Budapest Suizid.

## Leben

### Maschinenbauingenieur. Spanischer Bürgerkrieg und Zweiter Weltkrieg
András Tömpe, Sohn von Jolán Sugár, begann nach dem Abitur 1931 zunächst eine Berufsausbildung in der Energieübertragungs- und Beleuchtungsgesellschaft (Erőátviteli és Világítási Rt.) und absolvierte zwischen 1932 und 1937 ein Maschinenbaustudium an der Technischen Universität Brünn, das er 1937 als Maschinenbauingenieur beendete. Er nahm neben László Rajk, László Gyárov und anderen jungen ungarischen Kommunisten von 1937 bis 1939 als Angehöriger der Internationalen Brigaden am Spanischen Bürgerkrieg teil und befand sich daraufhin zwischen 1939 und 1941 in einem Internierungslager in Frankreich, ehe er von 1942 bis 1943 als Ingenieur bei den Junkers Flugzeug- und Motorenwerken in Dessau arbeitete. Er wurde sofort in die illegale Arbeit in Ungarn verwickelt. Anfang 1943 wurde er verhaftet und ins Margit-Körút-Gefängnis gebracht, das Militärgericht sprach ihn jedoch mangels Beweisen frei.
Tömpe wurde im Mai 1944 zur Armee eingezogen und mit einem Strafbataillon in die Ukraine geschickt. An der Front angekommen, lief er zu den sowjetischen Truppen über, wo er eine Partisanenausbildung erhielt, und wurde dann politischer Kommissar der von Sándor Nógrádi geführten Partisanengruppe, die in Nordungarn kämpfte.

### Leiter der Abteilung Politische Polizei PRO, KGB-Agent in Südamerika und Parteifunktionär
Zum Ende des Zweiten Weltkrieges war er von Januar bis Mai 1945 als Generalanwalt (Főtanácsos) Leiter der Politischen Untersuchungsabteilung im Innenministerium, anschließend bis September 1946 als Oberst (Ezredes) Leiter der Abteilung Politischen Polizei PRO (Politikai Rendészeti Osztály) der Ungarischen Staatspolizei (Magyar Államrendőrség) und wurde als solcher am 22. Juli 1946 zum Generalmajor (Vezérőrnagy) befördert sowie zum stellvertretenden Regierungskommissar (Kormánybiztos-helyettes) ernannt. Im Anschluss verließ er den Regierungsdienst und ließ sich von 1947 bis 1959 als Großhändler in Südamerika nieder und lebte in Mexiko, Argentinien und Kuba. Zugleich war er aber zwischen 1947 und 1959 durchgängig auch Mitarbeiter des Ministeriums für Staatssicherheit beziehungsweise des Komitees für Staatssicherheit KGB beim Ministerrat der UdSSR.
Nach seiner Rückkehr war Tömpe im Innenministerium (Belügyminisztérium) vom 8. Mai 1959 bis zum 8. März 1961 Leiter der Abteilung BM II/3 Aufklärung (Hírszerzés) sowie zwischen dem 9. März 1961 und dem 14. Februar 1962 stellvertretender Leiter der Abteilung BM II Politische Ermittlungen (Politikai Nyomozó). Nachdem er vom 15. Februar bis zum 30. November 1962 Leiter der Verwaltungsabteilung des Zentralkomitees (ZK) der der Ungarischen Sozialistischen Arbeiterpartei MSZMP (Magyar Szocialista Munkáspárt) war, übernahm er am 1. Dezember 1962 im Innenministerium kurzzeitig den Posten als Chef des Stabes der für Staatssicherheit und politische Geheimpolizei der Ungarischen Volksrepublik zuständigen Hauptgruppe BM III Staatssicherheit (Állambiztonsági). Danach wurde er 1963 Nachfolger von Imre Cserépfalvi als Direktor des Corvina Kunst- und Fremdsprachenbuchverlages (Corvina Művészeti és Idegennyelvű Könyvkiadó Vállalat) und hatte diese Funktion bis zu seiner Ablösung durch István Bart 1967 inne.

### Botschafter in DDR, Rücktritt wegen der Niederschlagung des Prager Frühlings und Suizid
Danach wurde András Tömpe am 15. September 1967 Nachfolger von József Kárpáti als außerordentlicher und bevollmächtigter Botschafter in der DDR. Er trat aus Protest gegen die Niederschlagung des Prager Frühlings zurück und wurde am 12. Dezember 1968 von Lajos Nagy abgelöst. Obwohl die Leiter von Botschaften und Handelsvertretungen nicht für die Arbeit für den Geheimdienst rekrutiert werden durften, gab es jedoch viele von ihnen, die zuvor im Nachrichtendienst gearbeitet hatten und von dort den Posten eines Botschafters oder Botschafters erreichten, als sie – zumindest formal – ihre Verbindung abbrachen mit dem Geheimdienst, vor allem, um im Falle einer Ergreifung einen großen diplomatischen Skandal zu vermeiden.
Zuletzt wurde er 1970 Präsident des Verbandes der Ungarischen Buchverleger und Verleger (Magyar Könyvkiadók és Könyvterjesztők Egyesület) und hatte diese Funktion inne, bis er am 15. Dezember 1971 in Budapest vor dem Hintergrund seiner gesamten politischen und persönlichen Situation, insbesondere wegen der Folgen der Ereignisse von 1968, Suizid verübte.

## Veröffentlichung
- Tömpe András jelentése a Magyar Kommunista Párt megnevezetlen bizottságának, 1945

## Hintergrundliteratur
- Bernd-Rainer Barth: Der Fall Noel Field. Schlüsselfigur der Schauprozesse in Osteuropa, Band 2, 2005, ISBN 978-3-86163-132-3, S. 460, 685
- Andrea Pető: Geschlecht, Politik und Stalinismus in Ungarn. Eine Biographie von Júlia Rajk, 2007, ISBN 978-3-933337-43-6, S. 26 u. a.
- Tibor Huszár: Kádár 2, 2010, ISBN 978-963-09-6548-4